# Landkreis Ochsenfurt

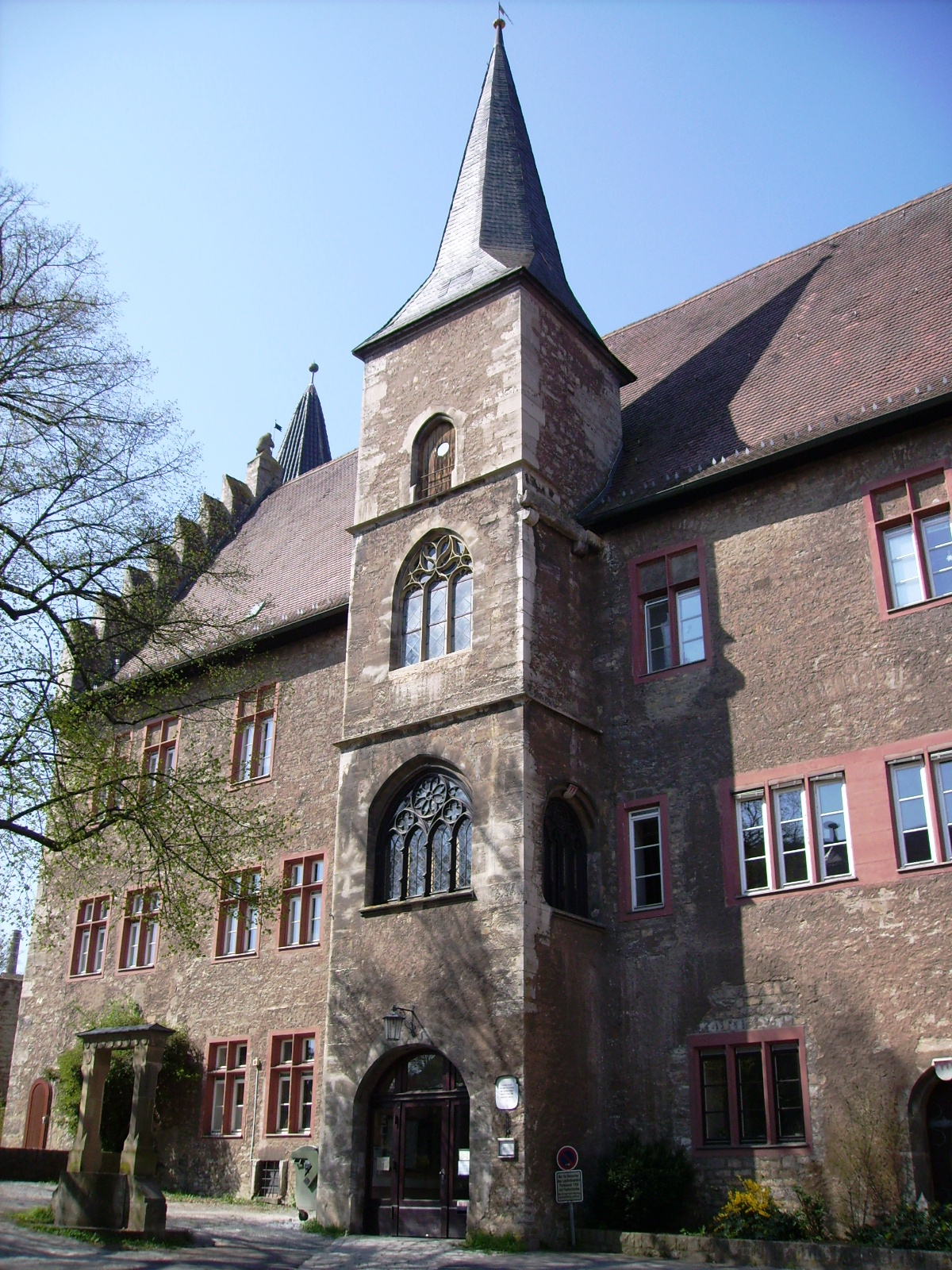
Das Domkapitelsche Palatium in Ochsenfurt, Sitz des Landratsamts Ochsenfurt (heute Außenstelle Ochsenfurt des Landratsamts Würzburg).

Der Landkreis Ochsenfurt war ein Landkreis im bayerischen Regierungsbezirk Unterfranken. Er wurde 1972 in der Gebietsreform aufgelöst.

## Geographie

### Lage
Der Landkreis Ochsenfurt umfasste hauptsächlich den Ochsenfurter Gau und damit den südlichen Teil des heutigen Landkreises Würzburg.

### Fläche und Einwohnerzahl
Der Landkreis Ochsenfurt zählte vor seiner Auflösung ca. 35.500 Einwohner und blieb damit weit unter dem durch die Gebietsreform bestimmten Richtwert von 80.000 Einwohnern für die Bildung eines eigenen Landkreises.

### Wichtigste Orte
Die einwohnerstärksten Gemeinden des Landkreises waren Ochsenfurt, Giebelstadt, Eibelstadt und Gaukönigshofen.

### Nachbarkreise
Der Landkreis grenzte 1972 im Uhrzeigersinn im Norden beginnend an den Landkreis und die kreisfreie Stadt Würzburg, an den Landkreis und die kreisfreie Stadt Kitzingen und an den Landkreis Uffenheim (alle in Bayern) sowie an die Landkreise Bad Mergentheim und Tauberbischofsheim (beide in Baden-Württemberg).

## Geschichte

### Bezirksamt
Das Bezirksamt Ochsenfurt wurde im Jahr 1862 durch den Zusammenschluss der Landgerichte älterer Ordnung Aub und Ochsenfurt gebildet.
Anlässlich der Reform des Zuschnitts der bayerischen Bezirksämter trat das Bezirksamt Ochsenfurt am 1. Januar 1880 die Gemeinde Geroldshausen an das Bezirksamt Würzburg ab.
Paul Stumpf war von 1. Februar 1929 bis 1933/34 Vorstand des Amtes. Von 1935 bis 1941 war Hermann Kraus Bezirksoberamtmann bzw. Landrat.
In der Zeit des Nationalsozialismus wurde der Regierungsbezirk am 1. Juli 1937 in Mainfranken umbenannt.

### Landkreis
Am 1. Januar 1939 wurde im Deutschen Reich die einheitliche Bezeichnung Landkreis eingeführt. So wurde aus dem Bezirksamt der Landkreis Ochsenfurt.
Am 1. Juli 1972 wurde der Landkreis im Zuge der Gebietsreform in Bayern aufgelöst und in den Landkreis Würzburg eingegliedert.

## Einwohnerentwicklung
| Jahr | Einwohner | Quelle |
| ---- | --------- | ------ |
| 1864 | 25.624    | [ 4 ]  |
| 1885 | 26.190    | [ 5 ]  |
| 1900 | 26.062    | [ 6 ]  |
| 1910 | 27.136    | [ 6 ]  |
| 1925 | 26.875    | [ 7 ]  |
| 1939 | 29.422    | [ 8 ]  |
| 1950 | 40.806    | [ 9 ]  |
| 1960 | 35.200    | [ 10 ] |
| 1971 | 35.500    | [ 11 ] |

## Gemeinden
Dem Landkreis gehörten 53 Gemeinden an:

Landkreis Ochsenfurt, Gemeindegrenzenkarte von 1961

| Frühere Gemeinde             | Heutige Gemeinde                                      | Heutiger Landkreis |
| ---------------------------- | ----------------------------------------------------- | ------------------ |
| Acholshausen                 | Gaukönigshofen                                        | Würzburg           |
| Allersheim, Markt            | Giebelstadt                                           | Würzburg           |
| Aub, Stadt                   | Aub (Verwaltungsgemeinschaft Aub)                     | Würzburg           |
| Aufstetten                   | Röttingen                                             | Würzburg           |
| Baldersheim                  | Aub                                                   | Würzburg           |
| Bieberehren                  | Bieberehren (Verwaltungsgemeinschaft Röttingen)       | Würzburg           |
| Bolzhausen                   | Sondershofen                                          | Würzburg           |
| Buch                         | Bieberehren                                           | Würzburg           |
| Burgerroth                   | Aub                                                   | Würzburg           |
| Bütthard                     | Bütthard                                              | Würzburg           |
| Darstadt                     | Ochsenfurt                                            | Würzburg           |
| Eibelstadt, Stadt            | Eibelstadt (Verwaltungsgemeinschaft Eibelstadt)       | Würzburg           |
| Eichelsee                    | Gaukönigshofen                                        | Würzburg           |
| Erlach                       | Ochsenfurt                                            | Würzburg           |
| Eßfeld                       | Giebelstadt                                           | Würzburg           |
| Euerhausen                   | Giebelstadt                                           | Würzburg           |
| Frickenhausen am Main, Markt | Frickenhausen am Main                                 | Würzburg           |
| Fuchsstadt, Markt            | Reichenberg                                           | Würzburg           |
| Gaubüttelbrunn               | Kirchheim                                             | Würzburg           |
| Gaukönigshofen               | Gaukönigshofen                                        | Würzburg           |
| Gaurettersheim               | Bütthard                                              | Würzburg           |
| Gelchsheim, Markt            | Gelchsheim (Verwaltungsgemeinschaft Aub)              | Würzburg           |
| Giebelstadt, Markt           | Giebelstadt (Verwaltungsgemeinschaft Giebelstadt)     | Würzburg           |
| Gnodstadt                    | Marktbreit                                            | Kitzingen          |
| Goßmannsdorf am Main         | Ochsenfurt                                            | Würzburg           |
| Gützingen                    | Bütthard                                              | Würzburg           |
| Herchsheim, Markt            | Giebelstadt                                           | Würzburg           |
| Hohestadt                    | Ochsenfurt                                            | Würzburg           |
| Hopferstadt                  | Ochsenfurt                                            | Würzburg           |
| Höttingen                    | Bütthard                                              | Würzburg           |
| Ingolstadt in Unterfranken   | Giebelstadt                                           | Würzburg           |
| Kleinochsenfurt              | Ochsenfurt                                            | Würzburg           |
| Klingen                      | Bieberehren                                           | Würzburg           |
| Lindelbach                   | Randersacker                                          | Würzburg           |
| Ochsenfurt, Stadt            | Ochsenfurt                                            | Würzburg           |
| Oellingen                    | Gelchsheim                                            | Würzburg           |
| Oesfeld                      | Bütthard                                              | Würzburg           |
| Osthausen                    | Gelchsheim                                            | Würzburg           |
| Riedenheim                   | Riedenheim (Verwaltungsgemeinschaft Röttingen)        | Würzburg           |
| Rittershausen                | Gaukönigshofen                                        | Würzburg           |
| Röttingen, Stadt             | Röttingen (Verwaltungsgemeinschaft Röttingen)         | Würzburg           |
| Sächsenheim                  | Sonderhofen                                           | Würzburg           |
| Sommerhausen, Markt          | Sommerhausen (Verwaltungsgemeinschaft Eibelstadt)     | Würzburg           |
| Sonderhofen                  | Sonderhofen (Verwaltungsgemeinschaft Aub)             | Würzburg           |
| Stalldorf                    | Riedenheim                                            | Würzburg           |
| Strüth                       | Röttingen                                             | Würzburg           |
| Sulzdorf                     | Giebelstadt                                           | Würzburg           |
| Tauberrettersheim            | Tauberrettersheim (Verwaltungsgemeinschaft Röttingen) | Würzburg           |
| Tiefenthal                   | Bütthard                                              | Würzburg           |
| Tückelhausen                 | Ochsenfurt                                            | Würzburg           |
| Winterhausen, Markt          | Winterhausen (Verwaltungsgemeinschaft Eibelstadt)     | Würzburg           |
| Wolkshausen                  | Gaukönigshofen                                        | Würzburg           |
| Zeubelried                   | Ochsenfurt                                            | Würzburg           |

## Kfz-Kennzeichen
Am 1. Juli 1956 wurde dem Landkreis bei der Einführung der bis heute gültigen Kfz-Kennzeichen das Unterscheidungszeichen OCH zugewiesen. Es wurde bis zum 30. April 1973 ausgegeben. Seit dem 10. Juli 2013 ist es aufgrund der Kennzeichenliberalisierung wieder im Landkreis Würzburg erhältlich.